# Quiralitat (física)
Un fenomen quiral és aquell que no és idèntic a la seva imatge mirall (vegeu l'article sobre quiralitat matemàtica). El gir d'una partícula es pot utilitzar per definir una handedness, o helicitat, per a aquesta partícula, que, en el cas d'una partícula sense massa, és el mateix que la quiralitat. Una transformació de simetria entre ambdues s'anomena transformació de paritat. La invariància sota transformació de paritat per un fermió de Dirac s'anomena simetria quiral.

## Quiralitat i helicitat
L'helicitat d'una partícula és positiva ("dretana") si la direcció del seu gir és la mateixa que la direcció del seu moviment. És negatiu ("esquerrà") si les direccions de rotació i de moviment són oposades. Així, un rellotge estàndard, amb el seu vector de gir definit per la rotació de les seves agulles, té helicitat per a l'esquerra si es llança amb la cara cap endavant.
Matemàticament, l'helicitat és el signe de la projecció del vector espín sobre el vector de moviment: "esquerra" és negatiu, "dreta" és positiu.
La quiralitat d'una partícula és més abstracta: està determinada per si la partícula es transforma en una representació dreta o esquerra del grup de Poincaré.
Per a les partícules sense massa ( fotons, gluons i gravitons (hipotètics)), la quiralitat és el mateix que l'helicità ; una partícula donada sense massa sembla girar en la mateixa direcció al llarg del seu eix de moviment, independentment del punt de vista de l'observador.
Per a partícules massives, com ara electrons, quarks i neutrins, cal distingir quiralitat i helicitat: en el cas d'aquestes partícules, és possible que un observador canviï a un marc de referència que es mou més ràpidament que la partícula que gira, en aquest cas el Aleshores, la partícula semblarà moure's cap enrere i la seva helicitat (que es pot considerar com a "quiralitat aparent") s'invertirà. És a dir, l'helicity és una constant de moviment, però no és invariant de Lorentz. La quiralitat és invariant de Lorentz, però no és una constant de moviment: un espinor massiu d'esquerres, en propagar-se, evolucionarà cap a un espinor dretà amb el pas del temps, i viceversa.
Una partícula sense massa es mou amb la velocitat de la llum, de manera que cap observador real (que sempre ha de viatjar a menys de la velocitat de la llum ) pot estar en cap marc de referència on la partícula sembli invertir la seva direcció relativa d'espín, el que significa que tots els observadors reals. veure la mateixa helicitat. Per això, la direcció de gir de les partícules sense massa no es veu afectada per un canvi de marc de referència inercial (un impuls de Lorentz) en la direcció del moviment de la partícula, i el signe de la projecció (helicity) es fixa per a tots els marcs de referència. L'helicitat de les partícules sense massa és un invariant relativista (una quantitat el valor de la qual és el mateix en tots els marcs de referència inercial) que sempre coincideix amb la quiralitat de la partícula sense massa.
El descobriment de l'oscil·lació dels neutrins implica que els neutrins tenen massa, de manera que el fotó és l'única partícula sense massa confirmada; S'espera que els gluons també siguin sense massa, tot i que això no s'ha provat de manera concloent. Per tant, aquestes són les úniques partícules que ara es coneixen per les quals l'helicità podria ser idèntica a la quiralitat, i només el fotó s'ha confirmat mitjançant la mesura. Totes les altres partícules observades tenen massa i, per tant, poden tenir diferents helicitats en diferents marcs de referència.

## Teories quirals
Els físics de partícules només han observat o inferit fermions quirals esquerres i antifermions quirals dretes que participen en la interacció feble carregada. En el cas de la interacció feble, que en principi pot relacionar-se amb fermions quirals tant esquerrans com dretans, només interaccionen dos fermions esquerrans. No s'ha demostrat que es produeixin interaccions que impliquen fermions de mà dreta o de mà oposada, la qual cosa implica que l'univers té una preferència per la quiralitat de la mà esquerra. Aquest tractament preferent d'una realització quiral sobre una altra viola la paritat, com va assenyalar per primera vegada Chien Shiung Wu en el seu famós experiment conegut com l'experiment Wu. Aquesta és una observació sorprenent, ja que la paritat és una simetria que val per a totes les altres interaccions fonamentals.
La quiralitat per a un fermió de Dirac ψ es defineix mitjançant l'operador γ5, que té valors propis ±1; el signe del valor propi és igual a la quiralitat de la partícula: +1 per a la mà dreta, -1 per a la mà esquerra. Així, qualsevol camp de Dirac es pot projectar en el seu component esquerre o dretà actuant amb els operadors de projecció.